# Romery (Marne)
Romery is een gemeente in het Franse departement Marne (regio Grand Est) en telt 157 inwoners (2004). De plaats maakt deel uit van het arrondissement Épernay.

## Geografie
De oppervlakte van Romery bedraagt 2,1 km², de bevolkingsdichtheid is 74,8 inwoners per km².
De onderstaande kaart toont de ligging van Romery (Marne) met de belangrijkste infrastructuur en aangrenzende gemeenten.

## Demografie
Onderstaande figuur toont het verloop van het inwonertal (bron: INSEE-tellingen).